# Wolf von Wolfsthal

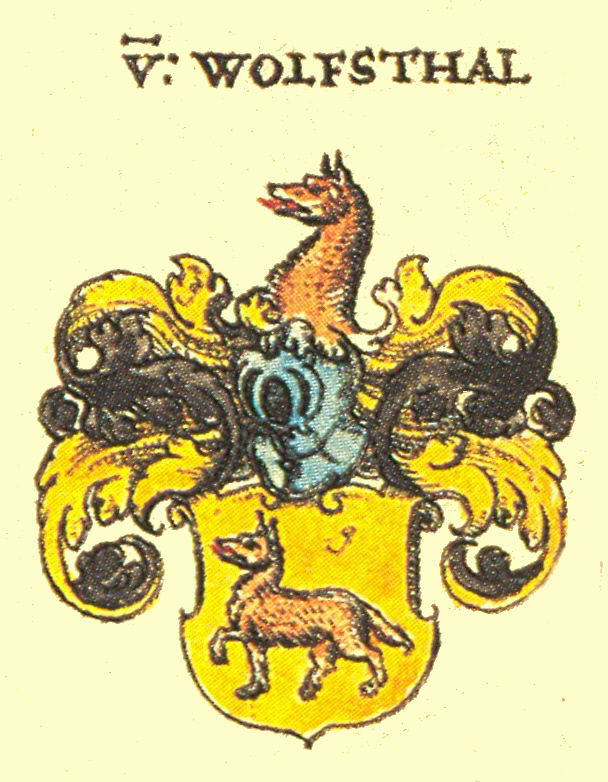
Wappen der Familie von Wolfsthal nach Johann Siebmachers Wappenbuch

Die Wolf(f) von Wolfsthal waren ein fränkisches Adelsgeschlecht schwäbischer Abstammung.

## Geschichte
Die seit dem 13. Jahrhundert belegte Familie Wolf entstammte laut Familienhistorie den vornehmen Stadtgeschlechtern in Schwäbisch Gmünd und kam im 15. Jahrhundert über Nördlingen und Augsburg nach Nürnberg, wo der Kaufmann Heinrich Wolf um 1500 einer der reichsten Nürnberger war und zu dieser Zeit ein Vermögen von etwa 100.000 fl besessen haben soll. Heinrich Wolf wurde 1469 Nürnberger Bürger und gehörte von 1499 bis zu seinem Tod 1504 dem Inneren Rat und damit den Nürnberger Patriziat an. Er betrieb Kreditgeschäfte mit dem römisch-deutschen König Maximilian I. und bekam als Gegenleistung von diesem im Jahr 1500 das Prädikat von Wolfsthal verliehen. Aufgrund der Zahlungsunfähigkeit von Maximilian I. verlor Heinrich Wolf dann aber fast sein ganzes Vermögen. Sein Sohn Balthasar war kaiserlicher Reichspfleger zu Weißenburg und Donauwörth und Schatzkanzler von Maximilian I.
Bereits 1493 erwarben die Wolf den Oberen Sitz zu Burgfarrnbach von den Volckamer und 1522 den Unteren Sitz Burgfarrnbach. In der Burgfarrnbacher St. Johannis-Kirche befinden sich noch heute zahlreiche Grabsteine, Totenschilde und Epitaphien der Familie (siehe Bilder unten). Im 16. Jahrhundert wechselten die Wolf von Wolfsthal von Nürnberg in den Landadel und legten sich eine adelige Herkunft zu, wobei eine Burgstelle bei Oberbettringen als einstiger Stammsitz Burg Wolfsthal angesehen wurde. Nach Klaus Graf gibt es jedoch keinen eindeutigen Beweis dafür, dass die Burg jemals im Besitz der Familie Wolf war. Um 1605 verkauften sie die Burgfarrnbacher Sitze und erwarben im Laufe der Zeit die Besitzungen Zeilitzheim, Hallerndorf und andere. Sie gehörten der Reichsritterschaft in den Kantonen Steigerwald, Altmühl und Baunach an.

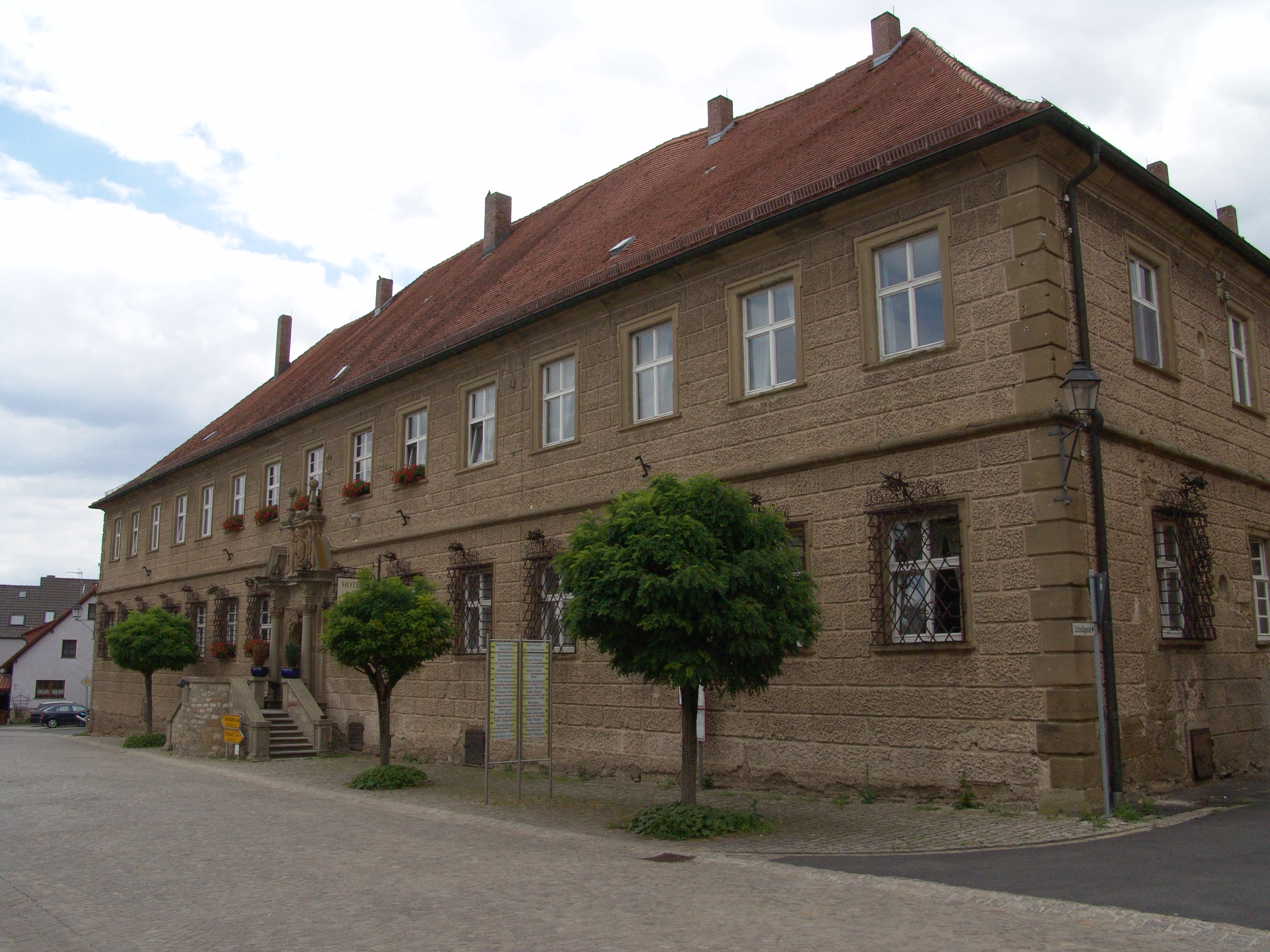
Schloss Zeilitzheim

Philipp Gaston Wolf von Wolfsthal, der Letzte des Geschlechts, war kaiserlicher Obrist in den Türkenkriegen, Landrichter in Bamberg, Reichsritterschaftshauptmann des Ritterkantons Steigerwald und aller Kantone in Franken, fürstbischöflicher Rat zu Mainz, Würzburg und Bamberg sowie des bayerischen Kurfürsten. Er ließ zwischen 1679 und 1683 das Schloss Zeilitzheim errichten. Zu seinem Besitz gehörten Thanstein, Schloss Pillmersried, Burg Schmachtenberg und Schenkenau samt dem Schloss Neuses am Sand. 1706 wurde er in den Reichsgrafenstand erhoben und starb 1717. Sein Wappen befindet sich am Laurentius-Altar in der Pfarrkirche St. Martin in Bamberg. Da sein einziger Sohn Ludwig Sigmund 1713 verstorben war, nahm er seinen Freund, den Grafen Rudolf Franz Erwein von Schönborn-Wiesentheid, als Sohn an und vererbte diesem alle Besitzungen. Die Schönborn nahmen das Stammwappen der Wolf von Wolfsthal nach 1717 in ihr vermehrtes Wappen auf und fügten den Namen Wolfsthal ihrem Familiennamen, als Grafen von Schönborn-Wolfsthal, hinzu. Diese Kombination fand bis um die Mitte des 19. Jahrhunderts Verwendung, dann wurde der Zusatz abgelegt.

## Ehemalige Besitzungen

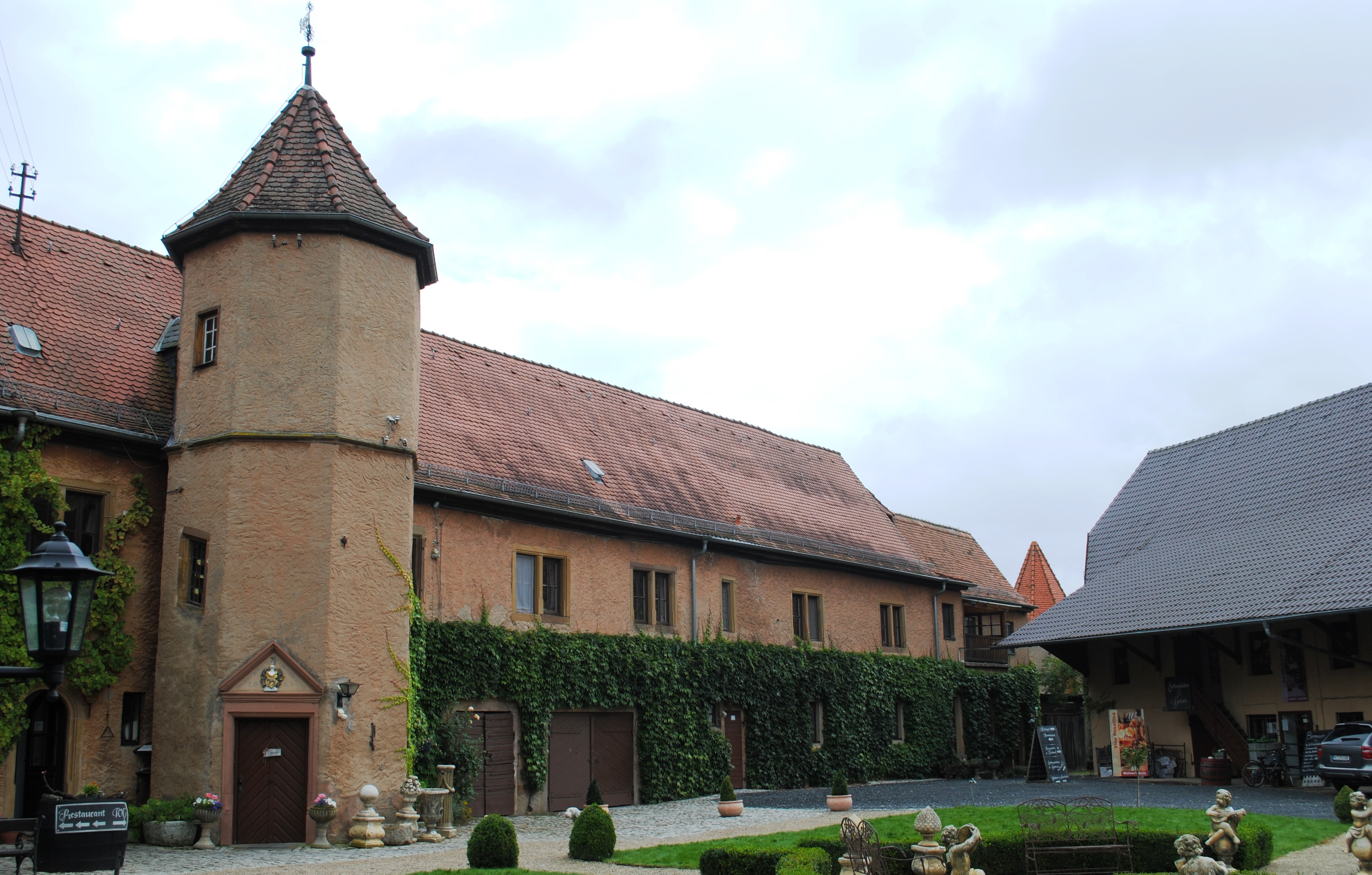
Schloss Neuses am Sand

- Burg Bettringen (nicht mit Sicherheit belegt)
- Burg Rinderbach (Schwäbisch Gmünd, erworben 1399)
- Oberer Sitz Burgfarrnbach, 1493 bis 1605[6]
- Unterer Sitz Burgfarrnbach, 1522 bis 1605
- Herrensitz Winzelbürg (vermutlich in der Bismarckstrasse, Nürnberg), bis 1527
- Zeilitzheim und Schloss Zeilitzheim, 1640 bis 1717
- Schloss Neuses am Sand, 1643 bis 1717 (Mitgift der Amalie Magdalena Fuchs von Bimbach[7])
- Rittergut Schenkenau mit Schloss, 1693 bis 1711[8]
- Anteile an Thanstein (mit Burg Thannstein und Schloss Thanstein), bis 1717[9]
- Schloss Pillmersried, bis 1717
- Burg Schmachtenberg, bis 1717
- Hallerndorf, bis 1717[10]

## Bekannte Familienmitglieder
- Heinrich Wolf von Wolfsthal († 1504), Kaufmann, Ratsherr in Nürnberg. War um 1500 einer der reichsten Nürnberger Bürger.
- Balthasar Wolf von Wolfsthal († 1529), kaiserlicher Reichspfleger zu Weißenburg und Donauwörth und Schatzkanzler von Maximilian I.
- Philipp Gaston Graf Wolf von Wolfsthal († 1717), Reichsritterschaftshauptmann des Kantons Steigerwald und aller Kantone in Franken, letzter des Geschlechts. Heiratete 1715 Freiin Anna Agnes von Ostein, Tochter des Johann Jacob von Ostein († 1664) und der Freiin Anna Magdalena Kämmerin von Worms, genannt von Dalberg, Witwe des Friedrich von Sickingen, Erbin von Rüdesheim († 1672).

## Wappen
Das Wappen zeigt bei Siebmacher einen schreitenden Wolf auf goldenem Grund. In der Helmzier wiederholt sich das Motiv des Wolfes.

## Grabmale in der St. Johannis-Kirche Burgfarrnbach

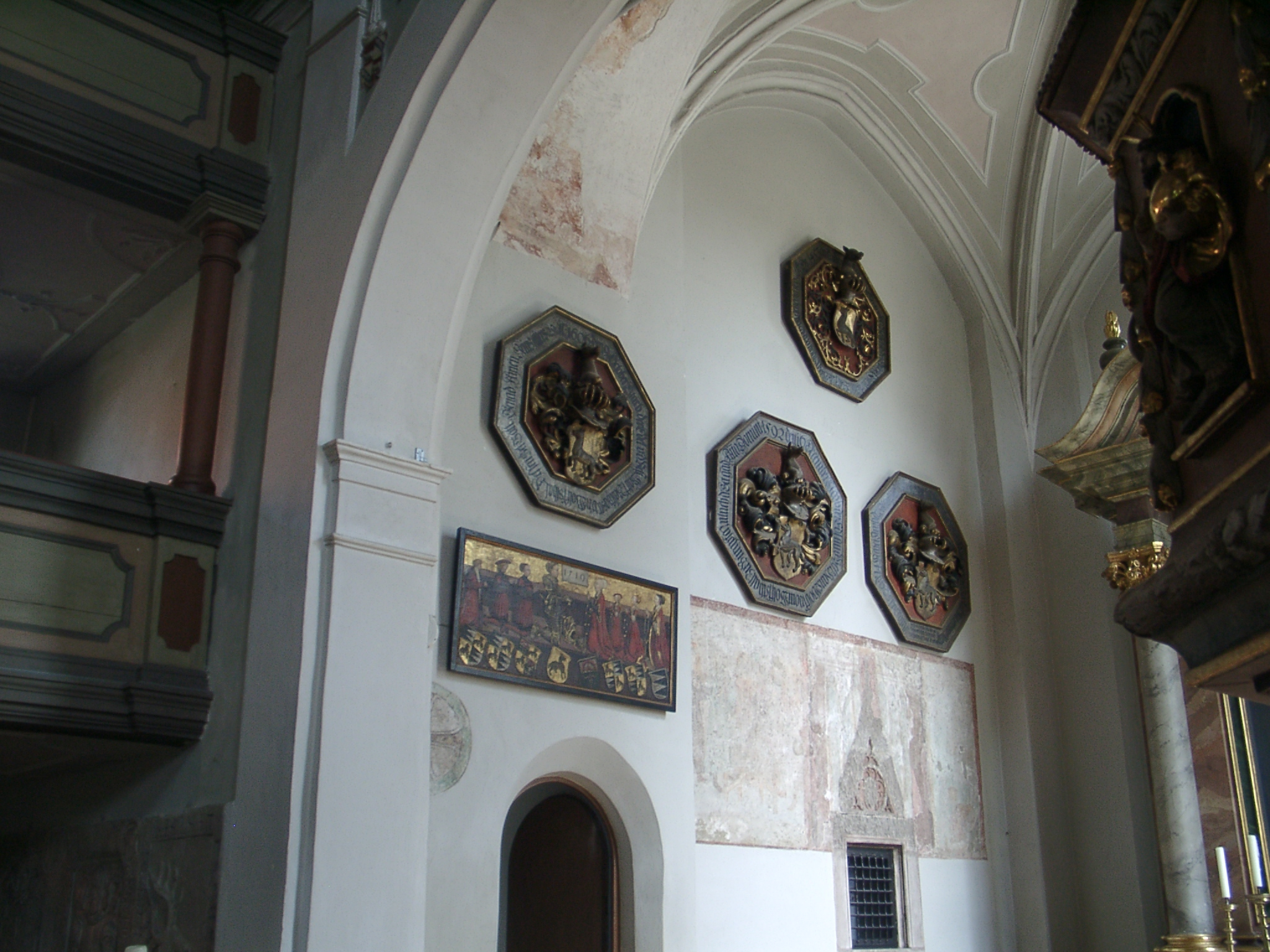
Totenschilde
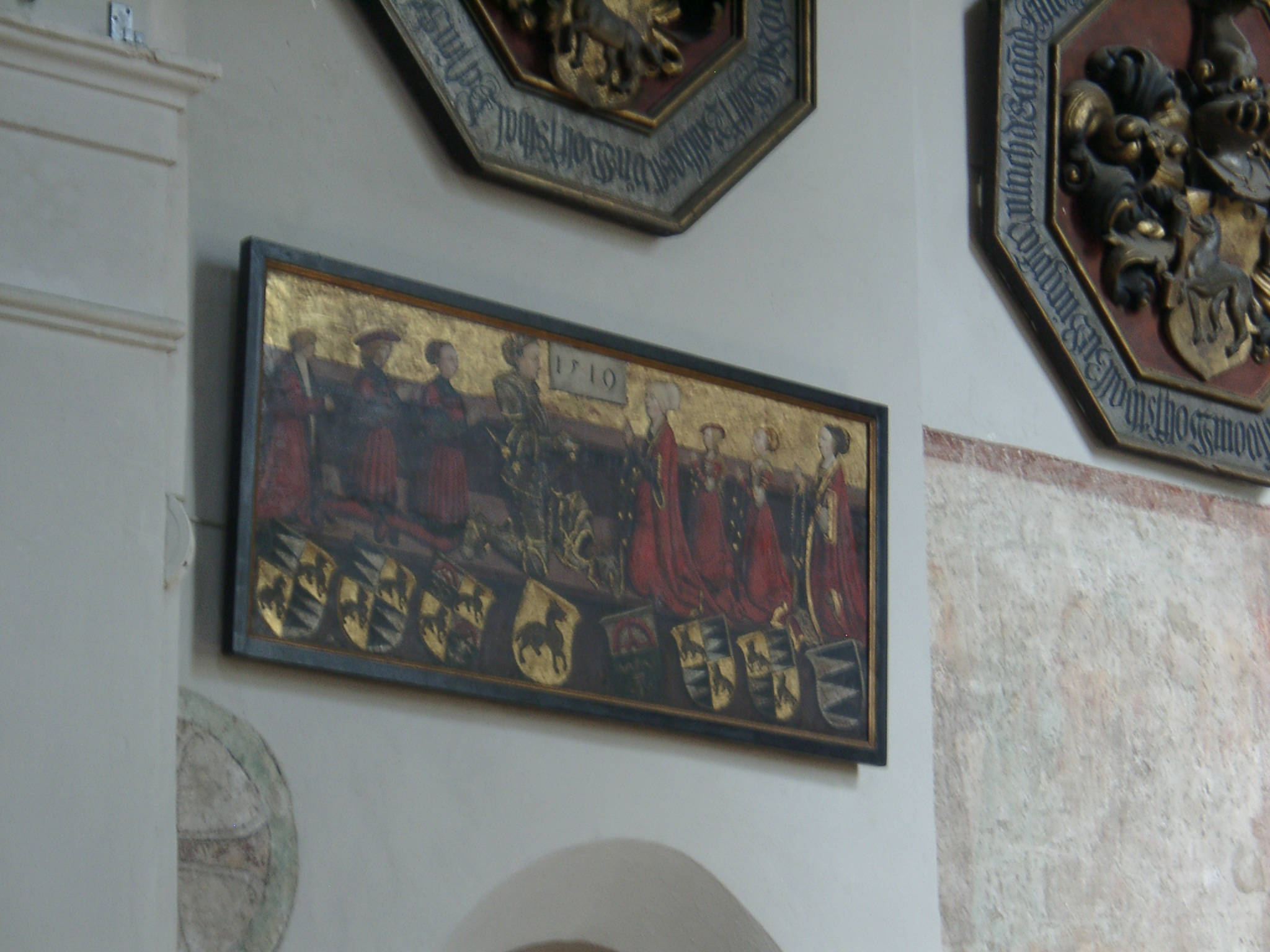
Epitaph eines Ehepaars Wolf/Volckamer (1510)
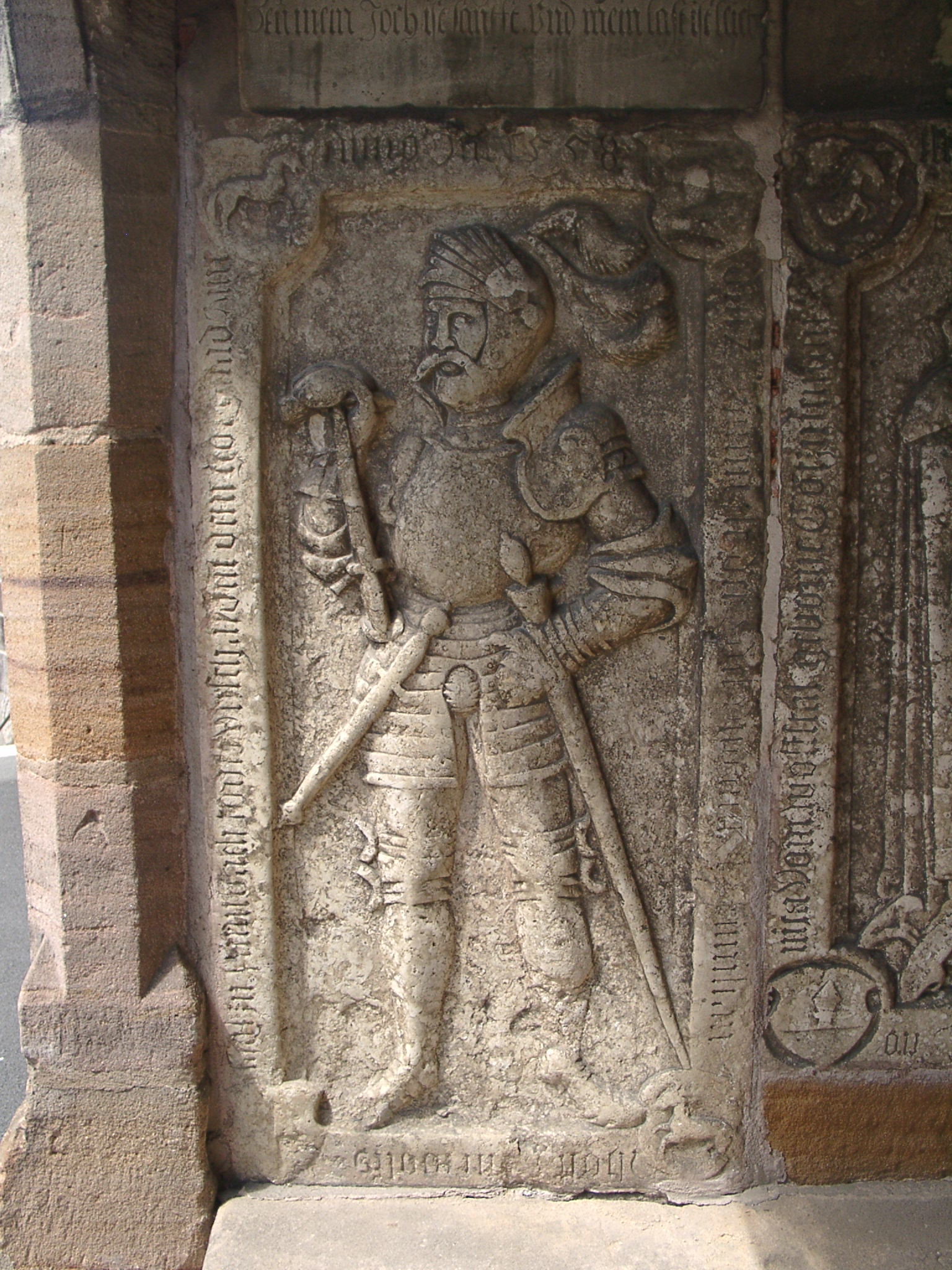
Grabstein Maximilian Wolf von Wolfsthal († 1558)
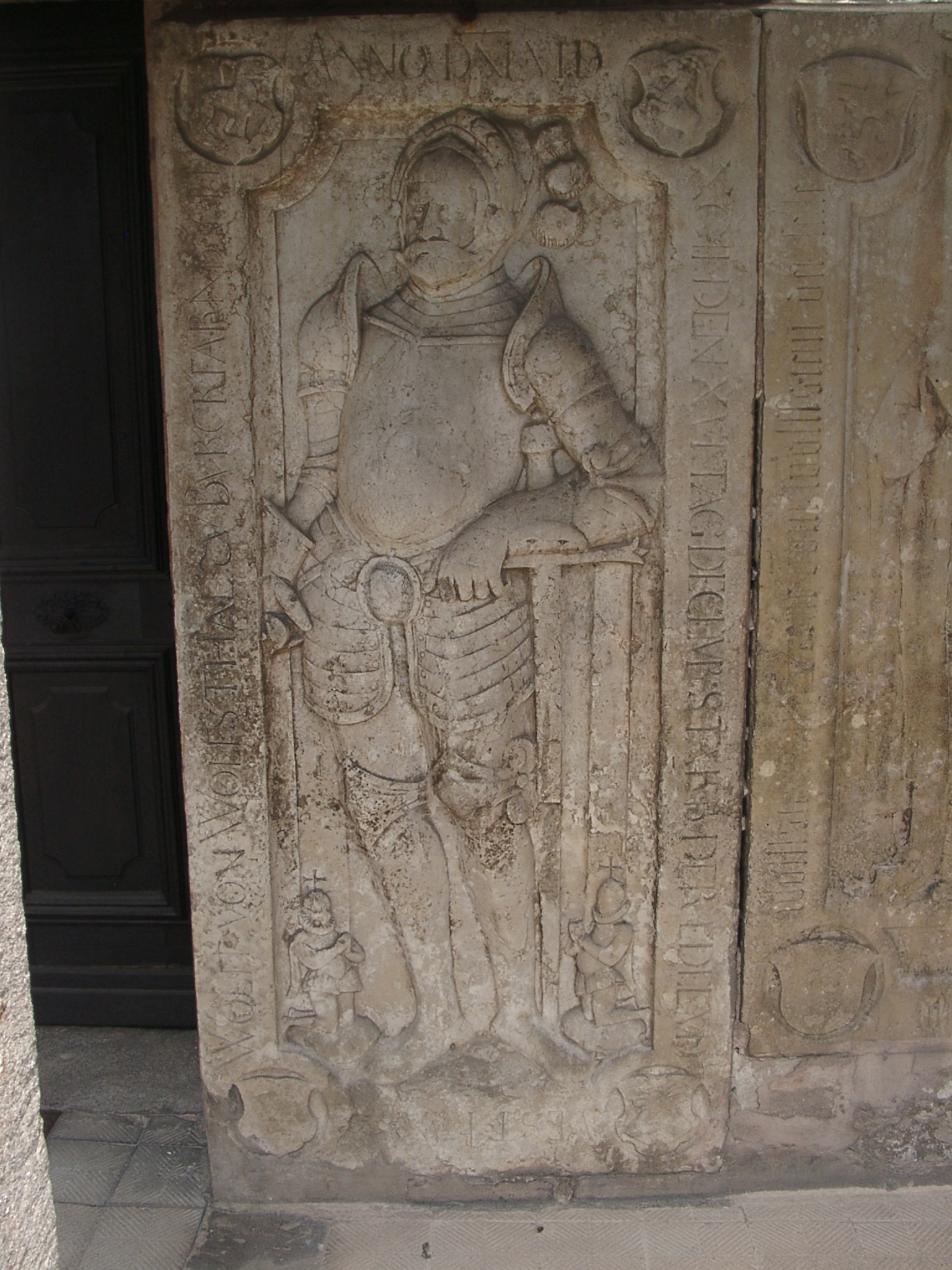
Grabstein eines Wolf von Wolfsthal († 1592)
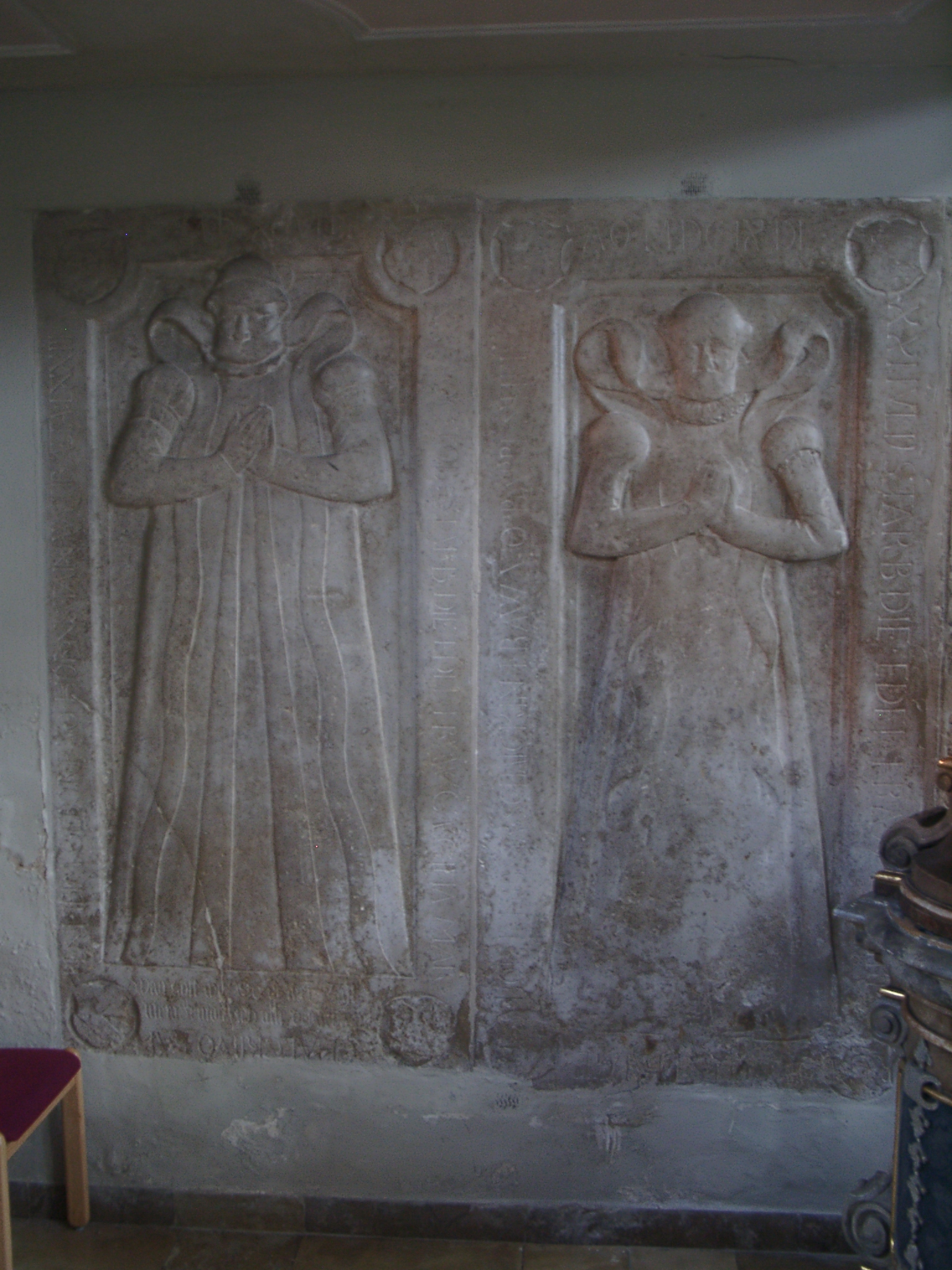
Grabsteine zweier Damen Wolf (Anfang 17. Jh.)
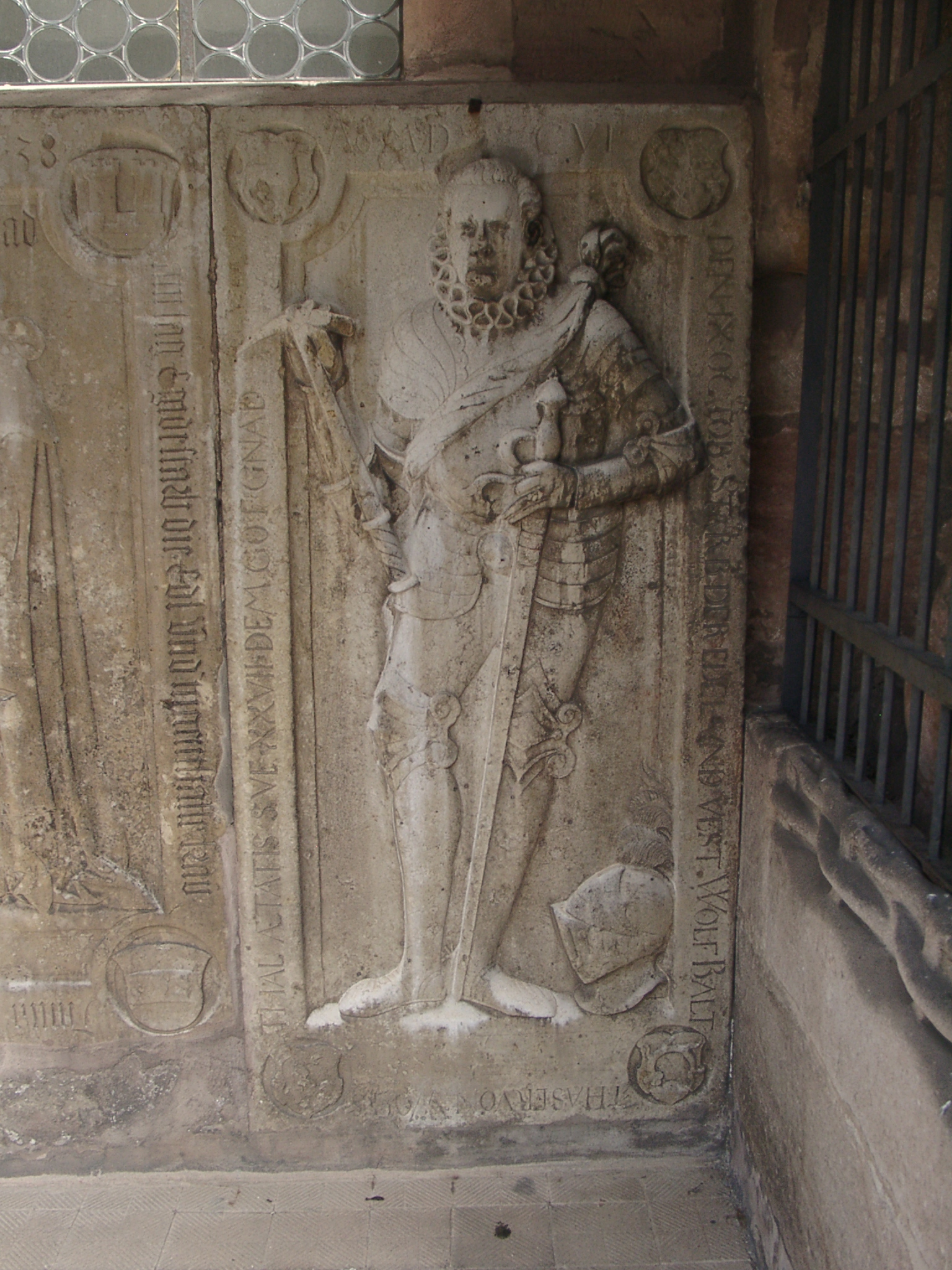
Grabstein Wolf Balthasar von Wolfsthal († 1606)